# Quỳnh Lôi
Quỳnh Lôi là một phường thuộc quận Hai Bà Trưng, thành phố Hà Nội, Việt Nam.
Phường Quỳnh Lôi có diện tích 0,25 km², dân số năm 2022 là 14.970 người, mật độ dân số đạt 59.880 người/km².